# Aderpas punctulatus
Aderpas punctulatus là một loài bọ cánh cứng trong họ Cerambycidae.